# Francesco Lucio
Francesco Lucio, také známý jako Luccio či Luzzo (cca 1628? – 1. září 1658 Benátky) byl italský varhaník a hudební skladatel.

## Život
Narodil se patrně v Coneglianu. Ani datum narození není přesně známo. Do Benátek přišel již v mládí a studoval u Giovanni Antonia Rigattiho na Conservatorio degli Incurabili, jedné z benátských charitativních institucí, která se starala o sirotky a děti z nejchudších rodin, kterým poskytovala vysoce kvalitní hudební vzdělání. V Benátkách pak setrval až do konce svého života.
V roce 1645 se stal varhaníkem v kostele San Martino a tuto funkci zastával až do roku 1652. 20. ledna 1649 debutoval jako operní skladatel dramatem L'Orontea na libreto Giacinty Andrei Cicogniniho (některými historiky je toto dílo však připisováno Antoniu Cesti). Opera jako celek byla sice ztracena, ale řada árií se dochovala ve sbírce vydané roku 1655. V témže roce vyšla tiskem jeho moteta ve sbírce Motetti concertati a doi e tre voci a v roce následujícím pod stejným názvem i druhý svazek.
25. října 1649 zemřel jeho učitel Rigatti a Lucio zdědil místo učitele zpěvu v Conservatorio degli Incurabili. Současně působil také jako skladatel pro klášter a konzervatoř Pio Ospedale della Pietà.
V posledním roce svého života byl vedoucím skupiny hudebníků v klášteře San Martino v Buranu. 7. srpna 1658 utrpěl zranění hlavy. Na jeho následky zemřel 1. září 1658.

## Dílo
- Orontea (libreto Giacinto Andrea Cicognini, 1649, Benátky)
- Gl'amori di Alessandro magno e di Rossane (libreto Giacinto Andrea Cicognini, 1651 Benátky, Teatro Santi Apostoli)
- Pericle effeminato (libreto Giacomo Castoreo, 1653 Benátky, Teatro Sant 'Apollinare)
- L'euridamante (libreto Giacomo dall'Angelo, 1654 Benátky, Teatro San Moisè)
- Il Medoro (libreto Aurelio Aureli, 1658 Benátky, Teatro Santi Giovanni e Paolo)